# گووکرا
گووکرا (به لاتین: Govkra) یک منطقهٔ مسکونی در روسیه است که در شهرستان لاکسکی واقع شده‌است.